# Il miglio verde (film)
Il miglio verde (The Green Mile) è un film del 1999 scritto e diretto da Frank Darabont, con protagonisti Tom Hanks e Michael Clarke Duncan.
Il film è tratto dal romanzo omonimo di Stephen King, pubblicato nel 1996.
Stephen King lo ritiene il miglior film tratto dai suoi romanzi e ne ha elogiato la sceneggiatura e l'interpretazione di Tom Hanks.

## Trama
1999, Louisiana. In una casa di riposo, l'anziano Paul Edgecombe scoppia a piangere guardando il film Cappello a cilindro. Poco dopo, interrogato sul motivo da un'amica, Elaine Connelly, Paul inizia a narrarle dell'anno in cui conobbe John Coffey.
Nel 1935, due bambine figlie di un contadino erano state stuprate e uccise, e sul luogo del delitto era stato trovato e arrestato John Coffey, un afroamericano dall'imponente mole che, urlando, teneva i loro corpi tra le braccia. All'epoca, Paul Edgecombe era capo guardia carceraria nel braccio della morte della prigione di Cold Mountain. Il braccio era rinominato il miglio verde, a causa del colore del pavimento del corridoio che conduceva alla sedia elettrica. Assieme a Edgecombe lavoravano le guardie Brutus "Brutal" Howell, il giovane Dean Stanton, il più anziano Harry Terwilliger e il sadico Percy Wetmore, malsopportato per la sua indole violenta.
Nel braccio sono detenuti Arlen Bitterbuck, un taciturno nativo americano ed Eduard Delacroix, detto "Del", un immigrato francese. Quest'ultimo è vittima degli sfoghi di rabbia di Percy, che arriva a rompergli le dita per una risata beffarda.
Un giorno arriva a Cold Mountain Coffey, condannato a morte per l'omicidio delle due bambine. Malgrado la corporatura gigantesca, fin da subito John dimostra di essere silenzioso, mite, generoso e infantile, chiedendo per esempio che venga tenuta la luce accesa la notte a causa della sua paura del buio. Le guardie si chiedono allora se Coffey sia ritardato mentalmente.
Nel frattempo, il direttore del carcere, Hal Moores, comunica a Paul che sua moglie, Melinda ha un tumore incurabile al cervello. Più tardi, all'interno del braccio della morte, le guardie si imbattono in un simpatico topolino che suscita subito allegria nel gruppo tranne che in Percy, il quale cerca invano di ucciderlo.
In seguito all'esecuzione di Bitterbuck, Percy richiede a Paul di essere in "prima linea", ossia decretare la morte di un detenuto. Sapendo di non essere simpatico ai colleghi, Percy offre, in cambio dell'incarico nell'esecuzione, di fare domanda di trasferimento all'istituto psichiatrico Briar Ridge, dove verrebbe assunto grazie alle sue forti raccomandazioni, ma Paul rifiuta l'accordo. Nel mentre, il topolino viene adottato da Del, che lo battezza Mister Jingles e lo addestra a spingere un piccolo cilindro.
Successivamente, proprio da Briar Ridge, al braccio giunge un nuovo condannato a morte: William "Wild Bill" Wharton, un killer psicopatico ammiratore di Billy the Kid, colpevole di aver compiuto una strage durante una rapina in una banca uccidendo 3 persone. Durante il trasporto a Cold Mountain, Wild Bill si finge stordito dalle medicine, ma appena entrato in carcere aggredisce le guardie, cercando di strangolare Dean, tramortendo Harry e colpendo all'inguine Paul che, avendo in quel periodo una grave infezione alle vie urinarie, si accascia a terra dolorante e impotente. Nella colluttazione, Percy rimane paralizzato dalla paura, rendendo necessario l'intervento di Brutal, che stende Wharton e lo rinchiude in cella.
Mentre le guardie si recano in infermeria a medicarsi, il sofferente Paul viene chiamato da John: il gigante agguanta la guardia e gli posa una mano sui genitali. Dimostrando uno straordinario potere, assorbe il male di Paul nel giro di qualche istante, davanti agli occhi stupefatti di Del. Subito dopo Coffey rigurgita un nugolo di moscerini che si dissolvono nell'aria, per poi stendersi stremato. Paul guarisce dall'infezione e quella notte fa l'amore con sua moglie Janice dopo tanto tempo.
Incredulo sul fatto che un uomo miracoloso come Coffey possa essere colpevole di un così raccapricciante omicidio, Edgecombe si reca a casa del legale di Coffey, che però si rivela un razzista e raccomanda Paul di non farsi abbindolare dal comportamento del detenuto, paragonando quest'ultimo al suo cane che ha assalito il figlioletto, sfigurandolo e accecandogli un occhio. Paul realizza che l'avvocato non ha fatto nulla per difendere John dalle accuse e ha lasciato deliberatamente che l'uomo venisse condannato.
La condotta di Wild Bill degenera sempre di più, compiendo dispetti contro le guardie e ricevendo per punizione la reclusione nella cella d'isolamento. Intanto, Paul, riluttante, assegna a Percy la direzione dell'esecuzione di Del, alle cui prove si dimostra estremamente pratico e professionale, salvo poi spaventare il detenuto. Approfittando della distrazione delle guardie, Wharton afferra e palpeggia il basso ventre di Percy, il quale, impaurito, si urina addosso e si umilia davanti a tutti, venendo però rassicurato da Paul che la vicenda non verrà divulgata fuori dal braccio.
Con l'approssimarsi dell'esecuzione di Del, il condannato inizia a preoccuparsi della sorte di Mister Jingles: per tranquillizzarlo, le guardie inventano l'esistenza di Mouseville, una meravigliosa città dei topi situata in Florida, dove verrà spedito il topolino dopo la morte del suo padrone. Mister Jingles esce dalla cella e viene calpestato e ridotto in fin di vita da Percy, che si allontana velocemente. Poco dopo, però, John afferra il topo e lo guarisce, ripetendo il miracolo avvenuto in precedenza. Il detenuto poi sputa nuovamente gli insetti evanescenti. La vicenda questa volta avviene davanti alle guardie, le quali si convincono dei poteri sovrannaturali del condannato. In un secondo momento Paul e Brutal raggiungono Percy, imponendogli di proporsi al Briar Ridge il giorno subito dopo l'esecuzione di Del, altrimenti segnaleranno l'atto di codardia della sadica guardia all'ingresso di Wild Bill.
Il giorno dell'esecuzione di Delacroix, Percy crudelmente rivela al condannato che Mouseville è solo una storiella inventata per farlo stare buono, gli rivolge insulti omofobi ma soprattutto non bagna la spugna, azione necessaria per condurre velocemente l'elettricità al cervello e dare una morte rapida ed indolore ai condannati. A causa di ciò, l'esecuzione è agghiacciante: Del muore tra atroci sofferenze, bruciando vivo e inorridendo i presenti. La cosa fa infuriare le guardie ed il direttore, ma Percy (che nonostante tutto era rimasto sconvolto dalla sua stessa bravata) ricorda del trasferimento al Briar Ridge, facendola franca. Durante l'esecuzione, in cella, John tiene in mano Mister Jingles, ma il topolino scappa, spaventato dai rumori della sedia elettrica.
Paul incomincia a pensare che John non sia l'assassino delle bambine, poiché un tale potere divino non può essere stato dato dall'Onnipotente ad un omicida, così organizza un piano per curare il male di Melinda: propone a Brutal ed Harry di fare evadere Coffey per qualche ora per guarire la donna a casa sua. Essendo l'attuazione del piano molto rischiosa, Dean, siccome più giovane, padre di due bambini e un terzo in arrivo, viene esonerato dall'iniziativa. La sera del piano, Wild Bill viene sedato dalle guardie con uno stratagemma, mentre Percy viene immobilizzato con una camicia di forza, imbavagliato e rinchiuso nella cella d'isolamento. Dean fingerà che i lamenti non siano di Percy, ma di Coffey, alterato allo spegnimento delle luci, e che le altre guardie siano in giro per il carcere.
Mentre John viene scortato fuori, lo agguanta Wild Bill, non ancora indebolito dai sonniferi: Coffey reagisce con un forte spavento, facendo addirittura esplodere le luci delle lampade. Una volta giunti a casa del direttore, quest'ultimo non si fida delle guardie, pensando che siano in ostaggio di John ma infine si convince e permette loro di entrare. John si reca nella camera da letto dove è coricata una Melinda delirante a causa del tumore al cervello in fase terminale. Il condannato a morte assorbe il tumore della donna, ma questa volta non riesce a sputarlo. La donna in pochi secondi torna cosciente, perfettamente guarita e in sé: tra la commozione dei presenti, abbraccia John e gli mette al collo la sua catenina di San Cristoforo.
John viene ricondotto in cella ma durante il ritorno soffre fortissimi dolori. Le guardie pensano che Coffey stia morendo, sopraffatto dal grosso tumore ma, una volta tornati nel braccio, viene liberato Percy, che minaccia tutti promettendo di farli licenziare. Proprio in quel momento John afferra Percy e gli trasferisce il tumore. In trance, la guardia, schernita dal risvegliato Wild Bill, gli spara, uccidendolo. Infine Percy espelle il nugolo di insetti, rimanendo però per sempre in stato catatonico. John chiede a Paul di toccarlo e gli trasmette ciò che ha visto quando è stato toccato a sua volta da Wild Bill. Prima dell'omicidio delle bambine, Wharton lavorava come bracciante proprio presso la loro famiglia ed è stato dunque Wild Bill a stuprarle ed ucciderle: Coffey si era solo imbattuto nei corpi delle sorelline, e aveva tentato di resuscitarle grazie ai suoi poteri, ma era troppo tardi per salvarle, venendo scambiato in tal modo come il colpevole dell'orrendo reato. Poco dopo Percy viene trasferito a Briar Ridge, questa volta non nelle vesti di guardia bensì in quelle di paziente. Paul nega ad Hal che gli eventi della notte siano connessi con l'omicidio di Wharton.
Paul è ormai sicuro dell'innocenza di John, ma purtroppo non dispone delle prove sufficienti per scagionarlo, perciò gli propone di fuggire, in quanto le guardie sarebbero disposte a coprire la sua evasione. Ma John rifiuta l'aiuto, in quanto ha già deciso di farla finita, essendo stanco di vivere solo e di percepire tutto il male e le atrocità del mondo. Ha come ultimo desiderio soltanto di poter vedere un film in pellicola, cosa che non era mai stato in grado di fare prima. Così, la sera prima dell'esecuzione, le guardie esaudiscono l'ultimo desiderio di Coffey e lo fanno assistere al film Cappello a cilindro. Coffey rimane estasiato, tanto che crede che i protagonisti siano angeli. Arriva il giorno dell'esecuzione: nonostante le guardie siano consapevoli dell'ingiustizia che sta per compiersi, sono costrette a procedere. Legato alla sedia elettrica, quando sta per essergli messo il cappuccio John chiede di non indossarlo, ricordando la sua paura del buio.
Dopo lo shock dell'esecuzione, Brutal ed Edgecombe chiedono il trasferimento al centro detentivo minorile, per evitare di causare ulteriori sofferenze.
Terminato il suo incredibile racconto, Elaine è comunque scettica riguardo alla veridicità delle date. L'anziano allora la porta in una baracca nel bosco e lì, incredibilmente, spunta fuori Mister Jingles, il topolino, vivo e vegeto anche se visibilmente invecchiato. Paul spiega che quando Coffey ha tenuto in mano il topolino durante l'esecuzione di Del, il gigante buono ha trasmesso una parte della sua energia a Mister Jingles. Lo stesso è successo a Paul, quando John lo ha toccato per mostrargli il crimine di Wild Bill: Paul confessa infatti all'amica di avere 108 anni, pur godendo ancora di buona salute. Egli però ritiene che questa longevità sia in parte una punizione divina per avere ucciso un miracolo vivente: infatti Paul ha visto morire negli anni sua moglie, suo figlio, oltre che tutti i suoi amici, compresa Elaine, e colleghi. Considerato che Mister Jingles è riuscito a vivere oltre 60 anni, mentre un topo normalmente ne vive mediamente 2, Paul è certo che dovrà ancora percorrere a lungo il suo miglio verde.

## Produzione

### Riprese
Le scene ambientate all'esterno e all'interno del carcere sono state girate presso il Tennessee State Prison, penitenziario che un tempo ospitava il braccio della morte dello stato americano.

### Cast
Per la parte di Paul Edgecombe, il regista optò inizialmente per John Travolta, il quale rifiutò, quindi essa venne definitivamente affidata a Tom Hanks. Lo stesso accadde per il ruolo di "Wild Bill" Wharton, la cui prima scelta di Darabont fu Josh Brolin ma che successivamente andò a Sam Rockwell. Hanks avrebbe dovuto interpretare anche la parte anziana del suo personaggio, ma le prove di trucco non lo rendevano credibile, e quindi venne ingaggiato Dabbs Greer, al suo ultimo ruolo cinematografico.

### Curiosità
Michael Clarke Duncan ottenne la parte di John Coffey grazie all'intuizione e consiglio del collega Bruce Willis, che convinse la produzione ad affidargli il ruolo dopo aver recitato assieme a lui l'anno precedente in Armageddon - Giudizio finale. Inizialmente il ruolo venne offerto a Shaquille O'Neal, che rifiutò.

## Distribuzione
Il film è stato distribuito nelle sale cinematografiche statunitensi il 10 dicembre 1999, mentre in quelle italiane il 10 marzo 2000.

## Accoglienza

### Incassi
Il film, prodotto con un budget di 60 milioni di dollari, ne ha incassato 136,8 negli Stati Uniti e 150 nel resto del mondo, per un totale mondiale di circa 286,8 milioni.

### Critica
Il film è stato accolto molto positivamente da parte della critica.
Su Rotten Tomatoes il film detiene un indice di gradimento del 79% in base alle 136 recensioni, con un voto medio di 6.8/10. Il consenso generale del film dichiara "Nonostante Il miglio verde sia lungo, la critica lo considera un'esperienza assorbente ed emozionalmente potente." Su Metacritic il film detiene un punteggio medio di 61 su 100, in base alle 36 recensioni, indicando un'accoglienza "generalmente favorevole". Il pubblico di CinemaScore ha dato il film un voto medio di "A" su una scala A+ a F.
Il critico cinematografico Roger Ebert ha dato al film 31⁄2 stelle su 4, scrivendo: "Il film è una pellicola lunga oltre tre ore; ho apprezzato tutto quel tempo, perché ci permette di sentire il passaggio di mesi e anni nella prigione... ci racconta una storia con un inizio, un centro, una fine, personaggi vividi, umorismo, oltraggio e liberazione emozionale". Anche Lisa Schwarzbaum di Entertainment Weekly ha notato la lunghezza del film, lodando però la prestazione "superiore" di Tom Hanks e la regia di Darabont, dichiarando: "Lo stile fotografico di Darabont si accoppia bene con la narrativa di King; il regista non ha paura di far uscire grandi emozioni e grandi azioni". Edward Guthmann di San Francisco Chronicle ha lodato la cinematografia e la musica, e ha commentato: "Darabont è un regista devoto, e crede per davvero e intensamente nelle storie che mette sul grande schermo". Desson Thomson di The Washington Post ne ha lodato la storia, e ha commentato: "Dal suo inizio apparentemente accomodante al finale straziante, Il miglio verde ti tiene meravigliosamente in alto sopra il terreno cinico."

## Riconoscimenti
- 2000 - Premio Oscar
  - Candidatura al miglior film a David Valdes e Frank Darabont
  - Candidatura al miglior attore non protagonista a Michael Clarke Duncan
  - Candidatura Migliore sceneggiatura non originale a Frank Darabont
  - Candidatura al miglior sonoro a Robert J. Litt, Elliot Tyson, Michael Herbick e Willie D. Burton
- 2000 - Golden Globe
  - Candidatura al miglior attore non protagonista a Michael Clarke Duncan
- 2000 - Screen Actors Guild Award
  - Candidatura al miglior cast
  - Candidatura al miglior attore non protagonista a Michael Clarke Duncan
- 1999 - Chicago Film Critics Association Award
  - Candidatura al miglior attore non protagonista a Michael Clarke Duncan
  - Candidatura alla miglior performance rivelazione a Michael Clarke Duncan
- 2000 - MTV Movie Award
  - Candidatura alla miglior performance rivelazione maschile a Michael Clarke Duncan
- 1999 - Satellite Award
  - Candidatura al miglior attore non protagonista in un film drammatico a Doug Hutchison
- 2000 - Saturn Award
  - Miglior film d'azione/di avventura/thriller
  - Miglior attore non protagonista a Michael Clarke Duncan
  - Miglior attrice non protagonista a Patricia Clarkson
  - Candidatura alla miglior regia a Frank Darabont
  - Candidatura alla miglior colonna sonora a Thomas Newman
- 2001 - Awards of the Japanese Academy
  - Candidatura al miglior film straniero
- 2000 - Blockbuster Entertainment Awards
  - Miglior attore in un film drammatico a Tom Hanks
  - Candidatura al miglior attore non protagonista in un film drammatico a Michael Clarke Duncan
  - Candidatura alla miglior attrice non protagonista in un film drammatico a Bonnie Hunt
- 2000 - Premio Bram Stoker
  - Candidatura alla miglior sceneggiatura a Frank Darabont
- 2000 - Critics' Choice Movie Award
  - Miglior attore non protagonista a Michael Clarke Duncan
  - Migliore sceneggiatura non originale a Frank Darabont
  - Candidatura al miglior film
- 2000 - Golden Reel Award
  - Candidatura miglior montaggio sonoro (Effetti sonori) a Mark A. Mangini, Aaron Glascock, Howell Gibbens, David E. Stone e Solange S. Schwalbe
  - Candidatura al miglior montaggio sonoro (Dialoghi e ADR) a Mark A. Mangini e Julia Evershade
- 2000 - Southeastern Film Critics Association Awards
  - Candidatura al miglior film
  - Candidatura al miglior attore non protagonista a Michael Clarke Duncan
  - Candidatura alla miglior sceneggiatura non originale a Frank Darabont
- 2000 - BMI Film & TV Award
  - Miglior colonna sonora a Thomas Newman
- 2000 - Dallas-Fort Worth Film Critics Association Award
  - Candidatura al miglior film
- 2000 - DGA Award
  - Candidatura alla miglior regia a Frank Darabont
- 2000 - Image Award
  - Candidatura al miglior attore non protagonista a Michael Clarke Duncan
- 2001 - Mainichi Film Concours
  - Miglior film straniero a Frank Darabont
- 2001 - People's Choice Awards
  - Miglior film
  - Miglior film drammatico
- 2001 - Science Fiction and Fantasy Writers of America
  - Candidatura alla miglior sceneggiatura a Frank Darabont
- 1999 - Awards Circuit Community Awards
  - Candidatura al miglior cast
  - Candidatura al miglior attore non protagonista a Michael Clarke Duncan
  - Candidatura alla miglior sceneggiatura non originale a Frank Darabont
- 2000 - Black Reel Awards
  - Miglior attore non protagonista a Michael Clarke Duncan
- 2000 - First Americans in the Arts Awards
  - Miglior attore non protagonista a Graham Greene
- 2000 - Online Film Critics Society Awards
  - Migliori dieci film
  - Candidatura al miglior cast
  - Candidatura al miglior attore non protagonista a Michael Clarke Duncan
  - Candidatura alla miglior sceneggiatura non originale a Frank Darabont
- 2000 - Political Film Society
  - Premio per i Diritti Umani
- 2000 - USC Scripter Award
  - Candidatura alla miglior sceneggiatura a Stephen King e Frank Darabont
- 2000 - USC Scripter Award
  - Candidatura alla miglior sceneggiatura a Stephen King e Frank Darabont